# 布鲁斯·格雷厄姆
布魯斯·約翰·格雷厄姆（英語：Bruce John Graham，1925年12月1日—2010年3月6日）是出生於哥倫比亞的秘魯裔美國建築師。格雷厄姆在全球多地設計建築，並深度參與芝加哥伯納姆計劃的演進。他最著名的作品包括內陸鋼鐵大廈、威利斯大廈（前稱西爾斯大廈）及約翰·漢考克中心。
他也負責規劃了倫敦的布羅德蓋特與金絲雀碼頭開發案。建築歷史學家弗朗茲·舒爾茨稱他為「他那一代的丹尼尔·伯纳姆」。 他也是1993年皮尤藝術獎學金得主。

## 生平
格雷厄姆於1925年12月1日出生在哥倫比亞考卡山谷省拉昆布雷，父親是出生於加拿大的國際銀行家，母親是秘魯人。他的第一語言是西班牙語。
他曾就讀於波多黎各里約皮德拉斯的聖何塞學院，並於1944年畢業。隨後他在俄亥俄州戴頓大學學習，並於克里夫蘭的凱斯應用科學學院主修結構工程。他於1948年從賓夕法尼亞大學建築系畢業。剛來到芝加哥時，他曾在霍拉伯德與魯特公司工作，1951年加入SOM建築設計事務所芝加哥分部。

### 職業生涯
在SOM工作的40年期間，布魯斯·格雷厄姆從芝加哥出發，設計了全球多個城市的著名建築，包括危地馬拉、香港、倫敦、開羅等。他設計了曾近36年保持世界最高建築紀錄的威利斯大廈，以及約翰·漢考克中心、殼牌廣場一號等建築。他與賓夕法尼亞大學特別是美術學院保持密切關係，堅信建築教師應當同時從事實務工作。他致力於建築理論研究，並創立了SOM基金會，同時也曾在哈佛大學教授建築工作室課程。格雷厄姆是熱愛藝術的收藏家，與亚历山大·考尔德、胡安·米羅、克莉莎及爱德华多·奇利达等藝術家結為好友，並邀請他們為芝加哥創作公共藝術作品。他相信建築家應該受到哲學、歷史、音樂與文學的薰陶，以創造出偉大的作品。
格雷厄姆對倫敦產生了重大影響，他負責設計了大型開發計劃布羅德蓋特與金絲雀碼頭的總體規劃。 他還設計了倫敦的九座建築。格雷厄姆曾對此表示：「我們設計建築是為了居住者以及街道上觀看它們的人。我們嘗試設計成為倫敦一部分的建築，不是仿造某個時代風格，而是創新的發明。」

## 設計理念
格雷厄姆在凱斯西儲大學學習結構工程，並將對建築結構的尊重與知識融入其所有建築設計中。尤其是約翰漢考克中心，便以結構設計達到美學表現。他後來在巴塞隆納的藝術酒店以及倫敦布羅德蓋特的多棟建築中，也展現此理念。布魯斯·格雷厄姆堅信建築如同舞蹈與音樂，是結構與美感的結合。他認為這些藝術形式代表了文化的最高成就，且建築同其他藝術形式一樣，是所處文化道德的產物與反映。

## 主要作品

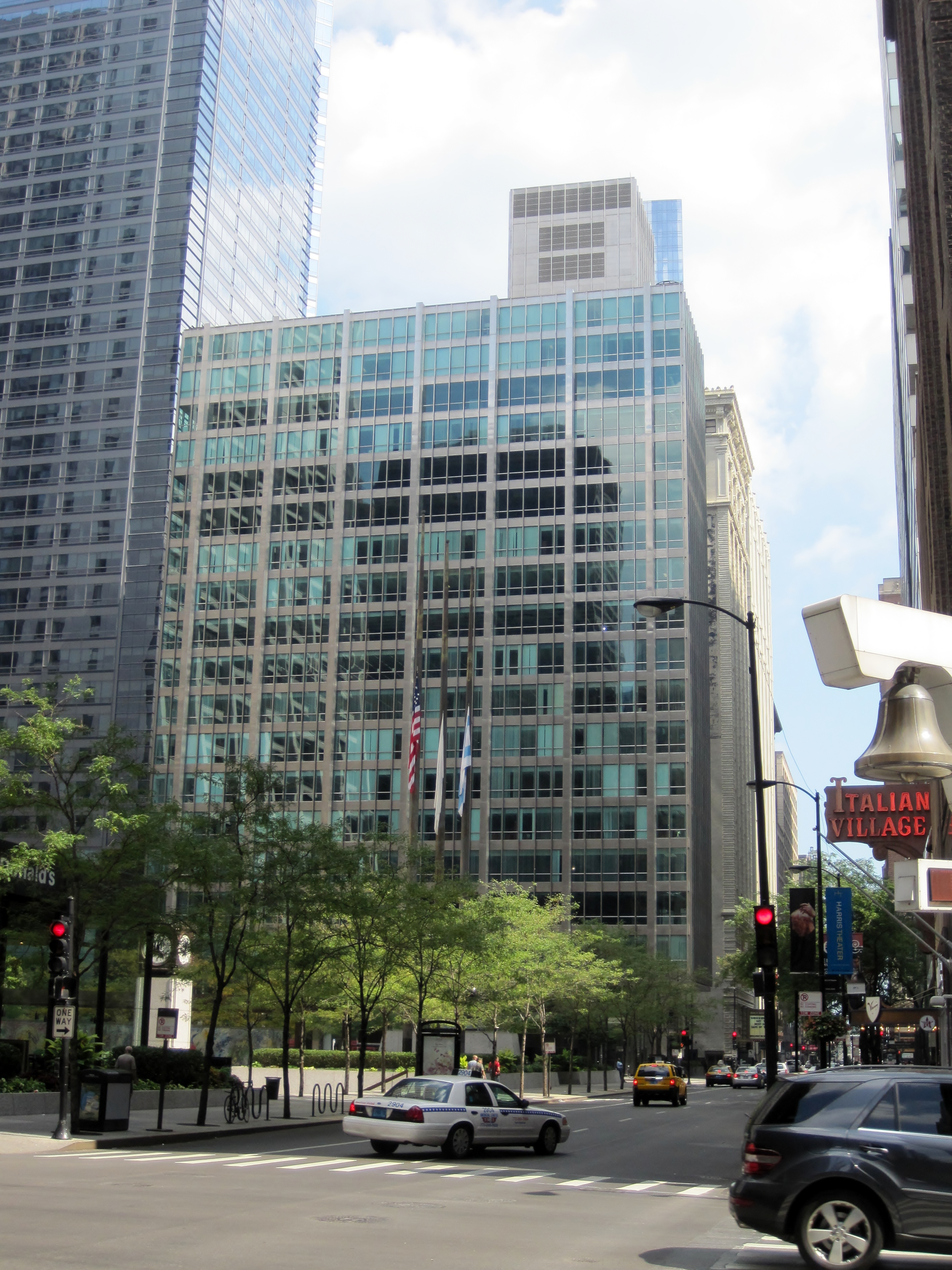
內陸鋼鐵大廈（英语：Inland_Steel_Building）
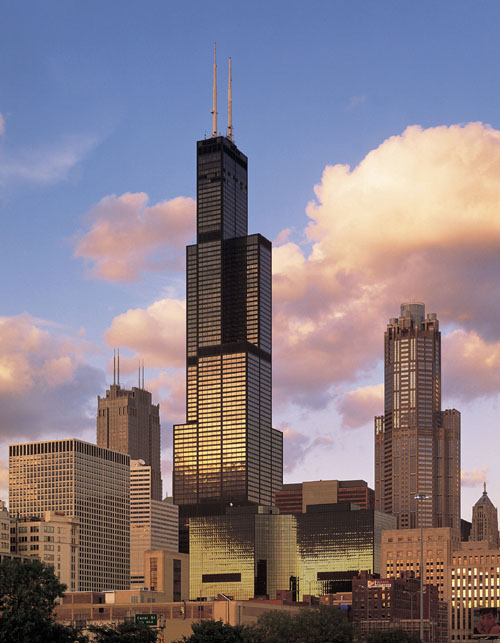
威利斯大廈
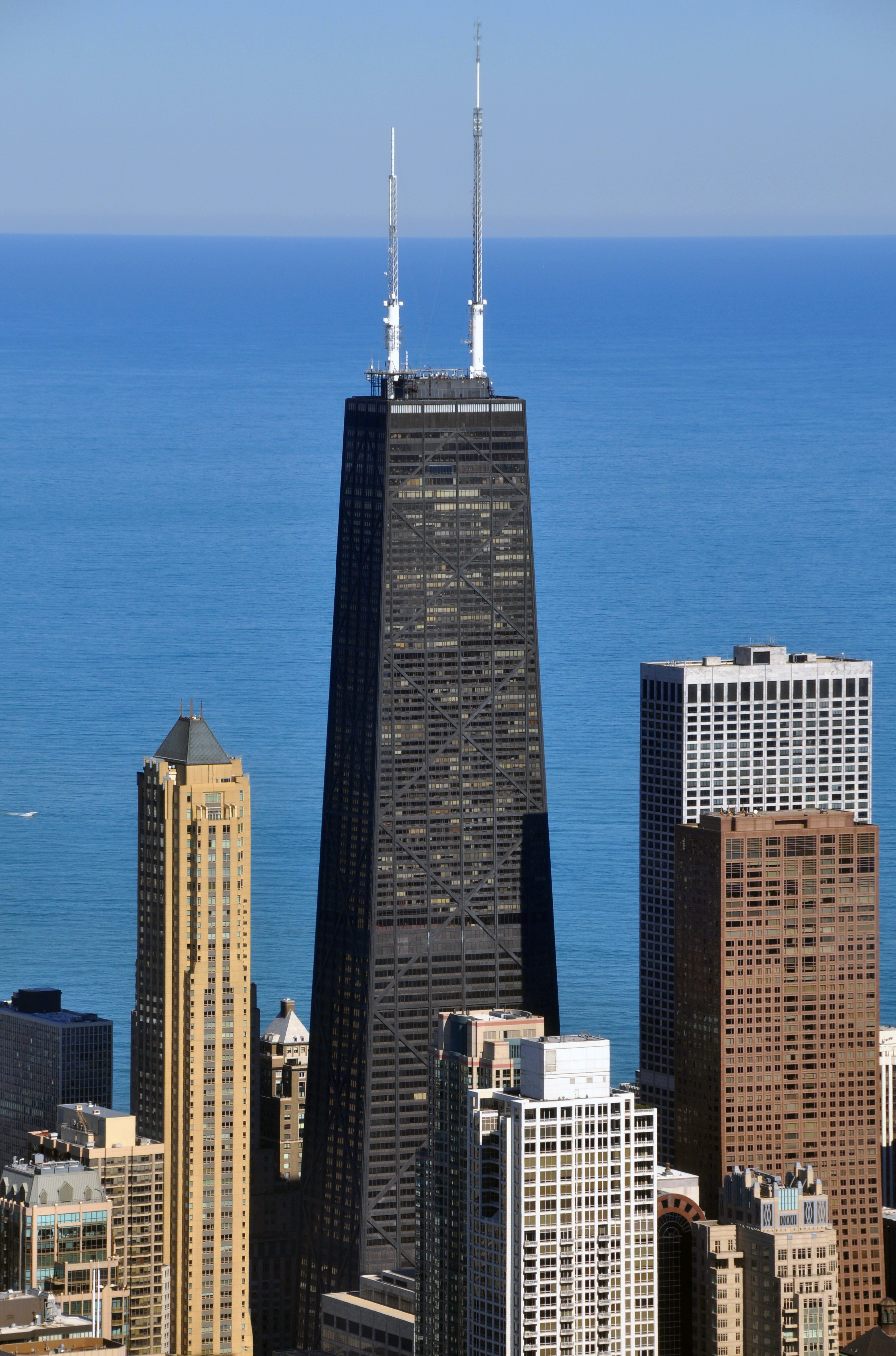
約翰·漢考克中心
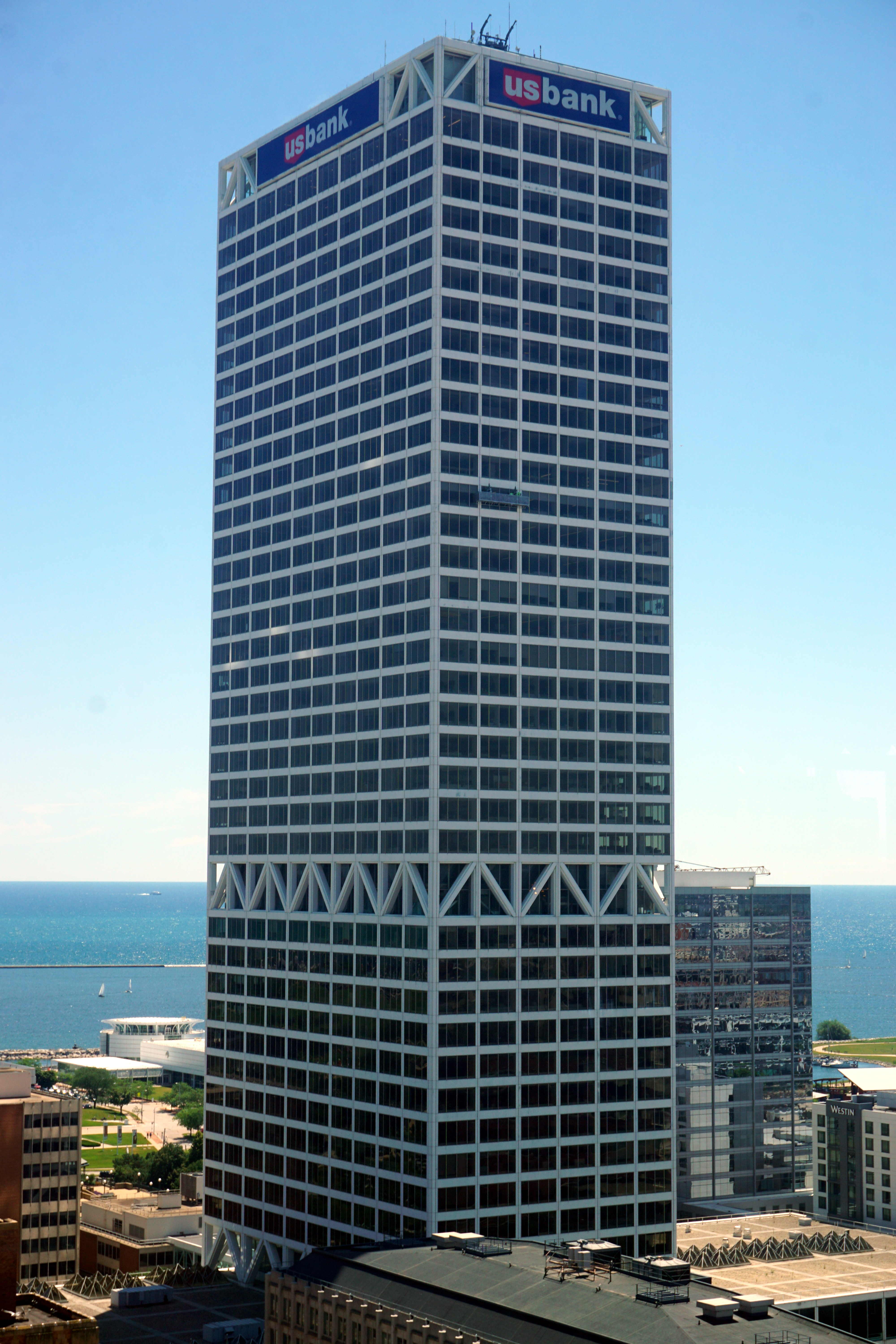
第一威斯康星廣場（英语：U.S._Bank_Center_(Milwaukee)）
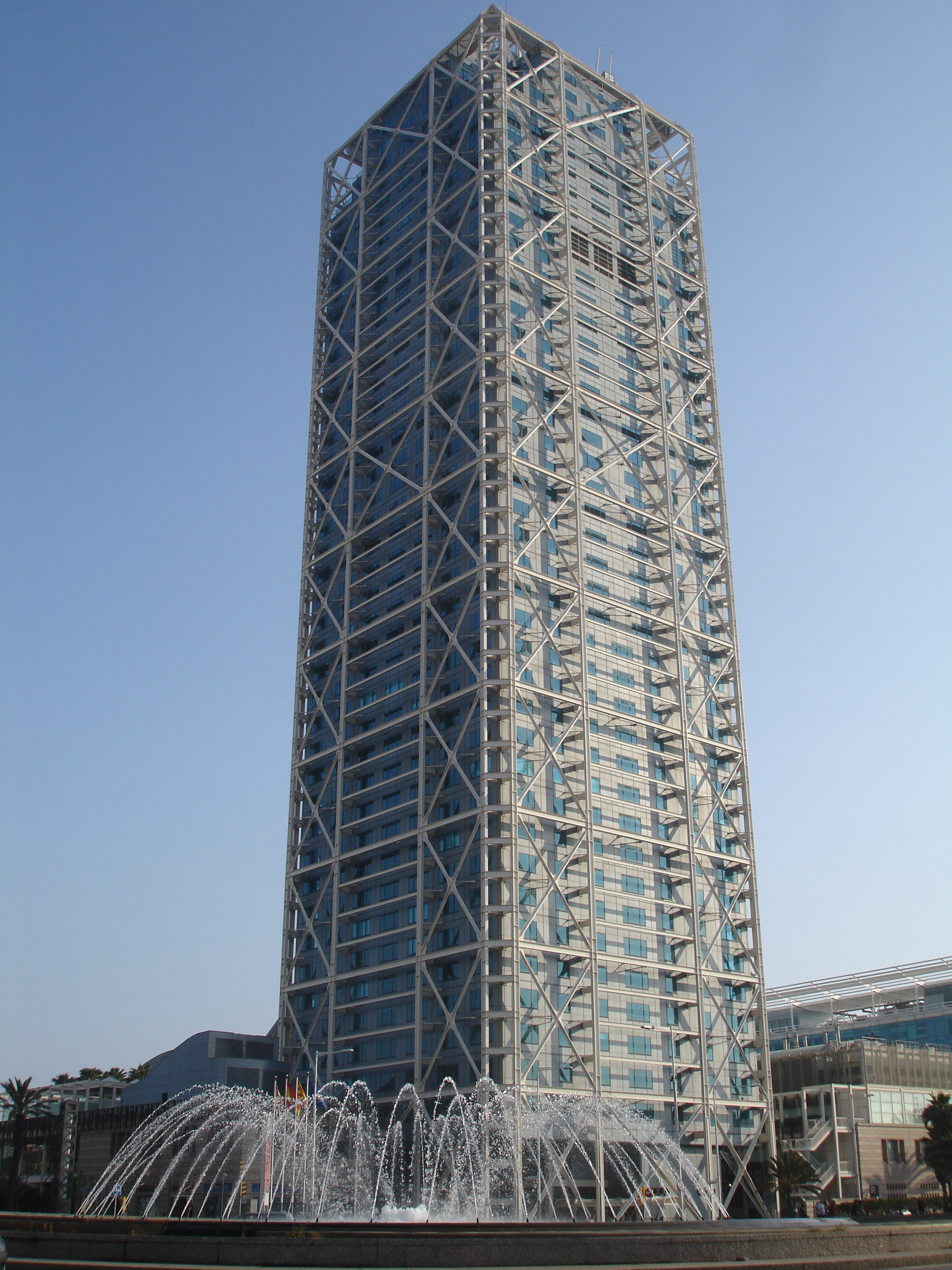
藝術酒店
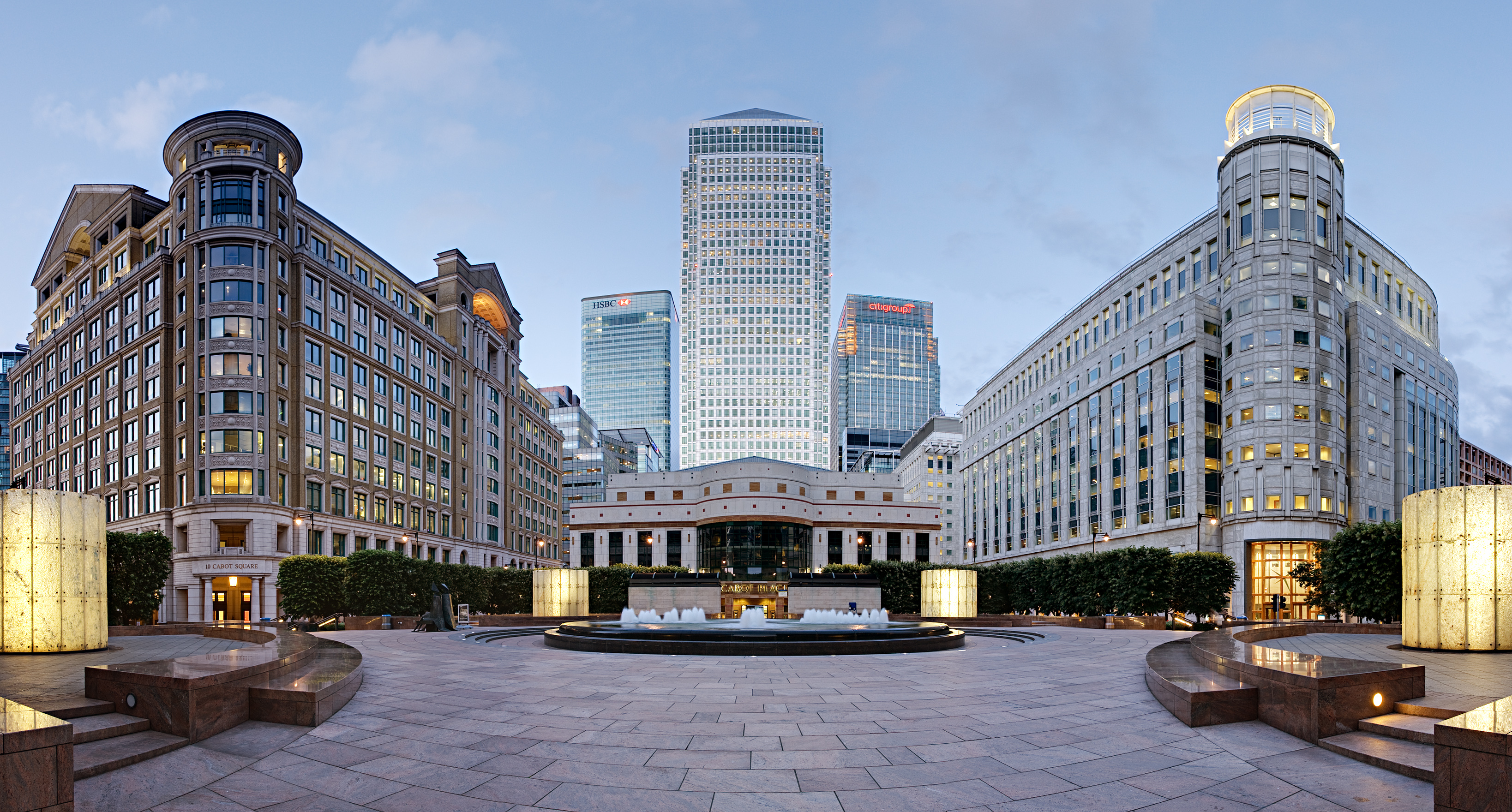
金絲雀碼頭，由卡博特廣場望向東方
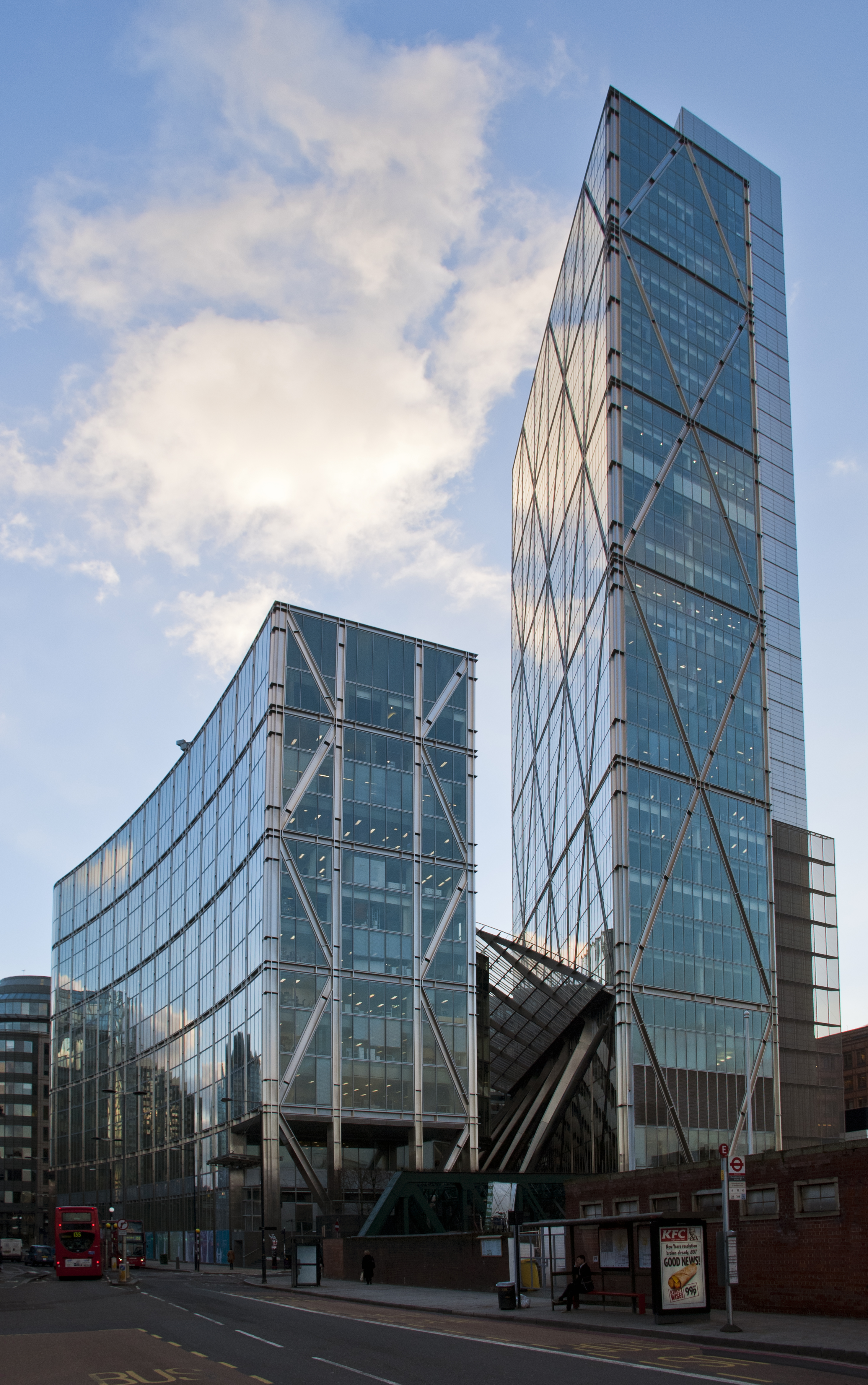
布羅德蓋特（英语：Broadgate）

- 1958年 - 內陸鋼鐵大廈（英语：Inland_Steel_Building），美國伊利諾州芝加哥
- 1970年 - 約翰·漢考克中心，美國伊利諾州芝加哥
- 1973年 - 西爾斯大廈（現稱威利斯大廈），芝加哥瓦克大道，美國
- 1973年 - 第一威斯康星廣場（英语：U.S._Bank_Center_(Milwaukee)），美國威斯康星州密爾瓦基
- 1982年 - 布羅德蓋特（英语：Broadgate），英格蘭倫敦
- 1988年 - 金絲雀碼頭，英格蘭倫敦
- 1992年 - 藝術酒店，西班牙巴塞隆納

## 逝世

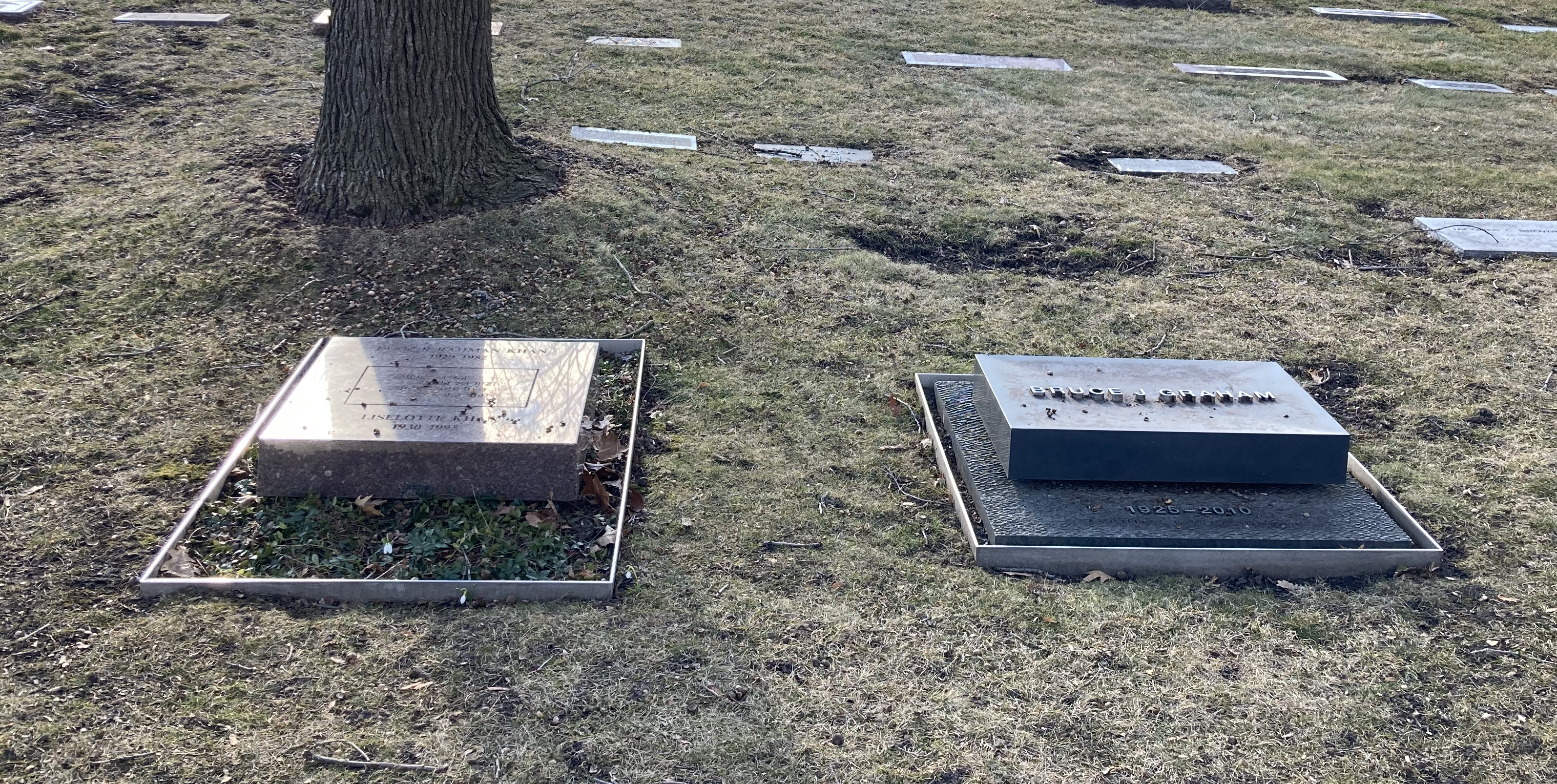
法茲魯爾·拉赫曼·汗與布魯斯·格雷厄姆的墓地，位於芝加哥格雷斯蘭公墓

格雷厄姆於2010年3月6日於佛羅里達州霍布桑德逝世，享壽84歲，其子喬治表示，死因為阿茲海默症併發症。他葬於芝加哥格雷斯蘭公墓，與法兹勒·拉赫曼·汗相鄰。
2010年10月14日，芝加哥第四十二區議員布倫丹·萊利（Brendan Reilly）將位於約翰·漢考克中心南側及東側的街道命名為榮譽布魯斯·J·格雷厄姆路（Honorary Bruce J. Graham Way），以紀念格雷厄姆的偉大成就。該街道沿著切斯納特街（Chestnut Street），介於米斯·凡德羅街（Mies van der Rohe Street）與密西根大道之間，並沿米斯·凡德羅街（以著名建築師路德維希·密斯·凡德羅命名）從切斯納特街延伸至特拉華街（Delaware Street）。

## 另見
- 堪薩斯市BMA大樓（英语：BMA_Tower）
- 斯里尼瓦薩·哈爾·艾延加（英语：Srinivasa_Iyengar_(civil_engineer)）

## 外部連結
- 威利斯大廈與約翰漢考克中心建築師逝世報導
- 布魯斯·格雷厄姆在南亞美國數位檔案館（SAADA）中對法茲魯爾·拉赫曼·汗的紀念致敬